# Rwanda op de Olympische Zomerspelen 2016
Rwanda nam deel aan de Olympische Zomerspelen 2016 in Rio de Janeiro, Brazilië. Zeven sporters behoorden tot de selectie, actief in drie verschillende disciplines. Wegwielrenner Adrien Niyonshuti droeg de Rwandese vlag tijdens de openingsceremonie; marathonrenster Claudette Mukasakindi, die als 126e eindigde, droeg de vlag bij de sluitingsceremonie.

## Deelnemers en resultaten
(m) = mannen, (v) = vrouwen 

### Atletiek
| Olympiër                 | Discipline   | Resultaat | Prestatie |
| ------------------------ | ------------ | --------- | --------- |
| Ambroise Uwiragiye       | marathon (m) | 99e       | 2:25.57   |
|                          |              |           |           |
| Salome Nyirarukundo      | 10000 m (v)  | 27e       | 32.07,80  |
| Claudette Mukasakindi VS | marathon (v) | 126e      | 3:05.57   |

### Wielersport
| Olympiër             | Discipline       | Resultaat    | Prestatie    |
| Mountainbike         | Mountainbike     | Mountainbike | Mountainbike |
| -------------------- | ---------------- | ------------ | ------------ |
| Nathan Byukusenge    | mannen           | 41e          | LAP          |
| Weg                  |                  |              |              |
| Adrien Niyonshuti VO | wegwedstrijd (m) | DNF          | DNF          |

### Zwemmen
| Olympiër         | Discipline           | Resultaat | Prestatie               |
| ---------------- | -------------------- | --------- | ----------------------- |
| Eloi Imaniraguha | 50m vrije slag (m)   | 68e       | serie 4: 8ste in 26,43  |
|                  |                      |           |                         |
| Joannah Umurungi | 100m vlinderslag (v) | 44e       | serie 1: 4de in 1.11,92 |